# Circondario di Kayes
Il circondario di Kayes è un circondario del Mali appartenente alla regione omonima. Il capoluogo è Kayes.

## Geografia antropica

### Suddivisioni amministrative
Il circondario di Kayes è suddiviso in 28 comuni:
- Bangassi
- Colimbiné
- Diamou
- Djélébou
- Falémé
- Fégui
- Gory Gopéla
- Gouméra
- Guidimakan Keri-Kaffo
- Hawa Dembaya
- Karakoro
- Kayes
- Kéméné Tambo
- Khouloum

- Kouniakary
- Koussané
- Liberté Dembaya
- Logo
- Maréna Diombougou
- Marintoumania
- Sadiola
- Sahel
- Samé Diomgoma
- Ségala
- Séro Diamanou
- Somankidy
- Sony
- Tafacirga